# Pubertat (sèrie de televisió)
Pubertat serà una sèrie de televisió de temàtica drama familiar, dirigida per Leticia Dolera per a 3cat i HBOMax. Estarà protagonitzada també per Leticia Dolera.
La seva estrena està prevista durant l'any 2025 en primícia a la plataforma HBOmax i posteriorment per la televisió pública catalana. La primera temporada constarà de sis capítols d'una hora i es rodarà a diferents localitats de Catalunya, en especial a la província de Tarragona.
La sèrie compta amb els actors Biel Duran, Carla Quílez, Xavi Sáez, Anna Alarcón, Betsy Túrnez, Lluís Marco, Vicky Peña i molts adolescents debutants.
La sèrie, de sis capítols, es podrà veure al 2025 a la plataforma HBO Max i després a 3Cat.

## Argument
L'harmonia d'una colla castellera es veu trencada per una denúncia d'agressió sexual a les xarxes socials que indica tres adolescents com a culpables.
Els adults a càrrec dels assenyalats, com a agressors i com a víctima, hauran de bregar amb la tensió de la situació i enfrontar-se a la seva pròpia relació amb la sexualitat. En el procés veuran que a part de les tradicions, també tabús i traumes poden traslladar-se de generació en generació.
La sèrie es pregunta si un noi de 13 anys pot ser un agressor sexual i, si ho fos, de qui recauria la responsabilitat: del nen, de la família o de la societat. A més, la història explora les relacions entre pares i fills i com aquestes ens formen.